# Laelianus gall császár
Ulpius Cornelius Laelianus Postumus trónbitorlója, magát a Gall Birodalom császárának nevezte.

## Lehetséges származása
Laelianusról nagyon keveset tudunk. A nevében szereplő Ulpius név egy gazdag, prominens hispaniai nemesi család tagjaként sejteti Laelianust: elképzelhető, hogy Traianus császár rokonai közé tartozott. Hispaniai származására utal az is, hogy az általa veretett aranypénzen egy fekvő nőalak látható egy nyúl mellett, ami akkoriban Hispania szimbóluma volt.

## Uralkodása
Laelianus élete nagyrészt ismeretlen, valószínűleg Postumus egyik hadvezére lehetett, feltehetően Germania Superior legatusa vagy a XXII. legio Primigenia parancsnoka volt. Laelianus 268 márciusában Mogontiacumban (Mainz) császárrá nyilvánította magát, miután a XXII. légió Primigenia támogatását elnyerte. Laelianus nagy veszélyt jelentett Postumusra nézve, mivel nemcsak a XXII. legio Primigenia, hanem a VIII. legio Augusta is mellé állt. Postumus két hónappal Laelianus lázadása után megostromolta Mogontiacumot, és Laelianust kivégezte, ám az ostrom után magát Postumust is megölték saját katonái.